# Pseudopimelodidae
Pseudopimelodidae es una pequeña familia de los Siluriformes.  Algunos de esos peces son populares en acuarios.

## Taxonomía
Esta familia era formalmente una subfamilia de los Pimelodidae. Pseudopimelodidae es un grupo monofítico. Previamente, la superfamilia Pseudopimelodoidea era hermana de las superfamilias Sisoroidea + Loricarioidea. Sin embargo, alguna evidencia se mostró para que esta familia, a lo largo de Pimelodidae, Heptapteridae,  Conorhynchos, pudieran formar un ensamblaje monofítico, pero con contradicciones con la  hipótesis que la formal familia Pimelodidae que incluía a esas familias es un grupo polifítico.

## Distribución
Pseudopimelodidae se restringe a aguas dulces de Sudamérica. Se encuentran en el río Atrato, de Colombia; hasta Argentina y Uruguay, en el Río de la Plata.

## Descripción
Tienen bocas anchas, ojos pequeños, y bigotes cortos. Sus máculas, manchas y rayas son muy características. B. acanthochiroides llega a medir 8 dm LT. Sin embargo, muchas especies son más pequeñas; especies del Gro. Microglanis raramente excedan 7 cm LS y jamás más de 8 cm de LS.